# Jaume Munar
Jaume Antoni Munar Clar (* 5. Mai 1997 in Santanyí) ist ein spanischer Tennisspieler.

## Persönliches
Munar begann mit acht Jahren mit dem Tennis. Er hat eine Schwester. Rafael Nadal ist sein Vorbild und Sand ist sein Lieblingsbelag. Neben Spanisch spricht er Katalanisch und Englisch.

## Karriere
2014 verlor Munar das Junioren-Finale der French Open gegen Andrei Rubljow in zwei Sätzen. Ein Jahr später gewann er mit Álvaro López San Martín die Doppelkonkurrenz der French Open in zwei Sätzen.
Er spielt hauptsächlich auf der Future Tour, wo er bislang im Einzel einen Titel sowie im Doppel sieben Titel gewann. In Posen gewann er im Doppel an der Seite von Guido Andreozzi seinen ersten Challenger-Titel. Seinen ersten Einzeltitel konnte er durch einen Sieg gegen Alex de Minaur in Segovia gewinnen.
Sein Debüt auf der ATP World Tour hatte Munar in Barcelona bei den Barcelona Open Banc Sabadell im Jahr 2015, wo er nach überstandener Qualifikation dem Franzosen Benoît Paire in zwei Sätzen unterlag. Im selben Jahr gelang ihm beim Turnier in München sein erster Sieg auf der ATP-Tour, als er von der Aufgabe von Guillermo García López beim Stand von 1:3 profitierte. Im Achtelfinale unterlag er Simone Bolelli in drei Sätzen.
2017 spielte er erstmals für die spanische Davis-Cup-Mannschaft.
Nachdem er im Juni 2018 zwei Challengertitel im Einzel gewonnen hatte, schaffte er mit dem 87. Platz das erste Mal den Sprung in die Top-100 der Weltrangliste.

## Erfolge

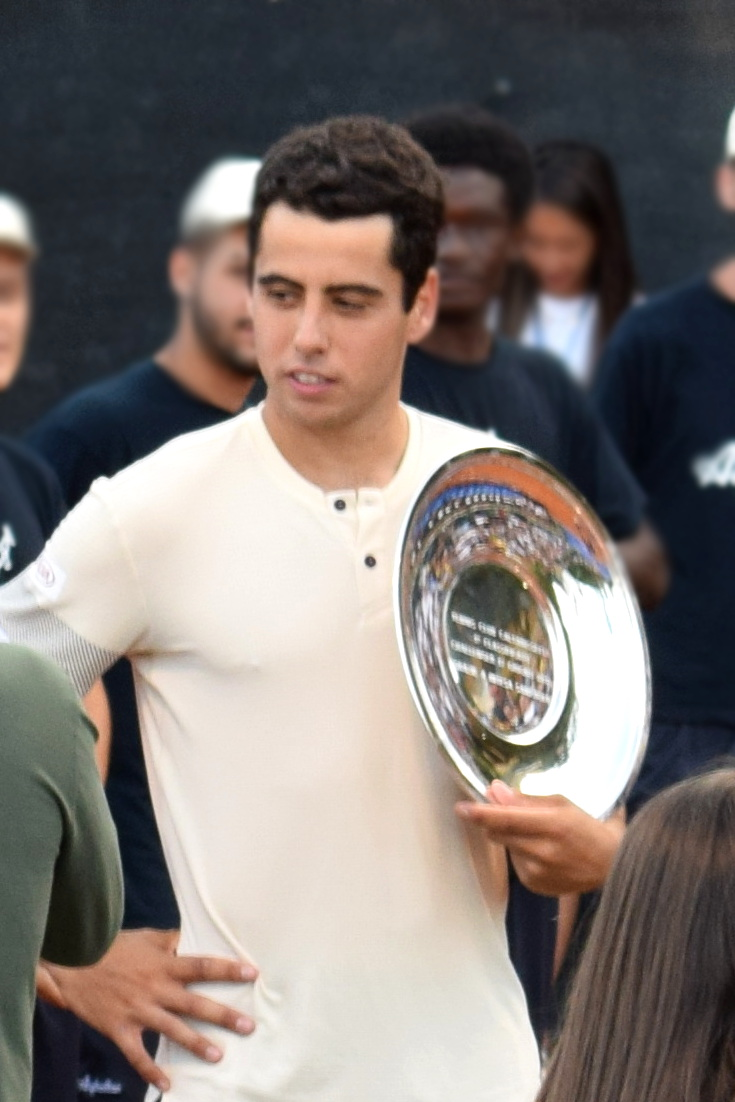
Munar 2018 nach seinem Titelgewinn in Caltanissetta

| Legende (Anzahl der Siege)  |
| Grand Slam                  |
| ATP World Tour Finals       |
| ATP World Tour Masters 1000 |
| ATP World Tour 500          |
| ATP World Tour 250          |
| ATP Challenger Tour (11)    |

### Einzel

#### Turniersiege
| Nr. | Datum              | Turnier         | Belag     | Finalgegner             | Ergebnis       |
| --- | ------------------ | --------------- | --------- | ----------------------- | -------------- |
| 1.  | 6. August 2017     | Segovia         | Hartplatz | Alex de Minaur          | 6:3, 6:4       |
| 2.  | 9. Juni 2018       | Prostějov       | Sand      | Laslo Đere              | 6:1, 6:3       |
| 3.  | 17. Juni 2018      | Caltanissetta   | Sand      | Matteo Donati           | 6:2, 7:62      |
| 4.  | 10. November 2019  | Montevideo      | Sand      | Federico Delbonis       | 7:5, 6:2       |
| 5.  | 18. Oktober 2020   | Lissabon        | Sand      | Pedro Sousa             | 7:63, 6:2      |
| 6.  | 31. Januar 2021    | Antalya         | Sand      | Lorenzo Musetti         | 6:77, 6:2, 6:2 |
| 7.  | 3. April 2022      | Marbella        | Sand      | Pedro Cachín            | 6:2, 6:2       |
| 8.  | 12. Juni 2022      | Perugia         | Sand      | Tomás Martín Etcheverry | 6:3, 4:6, 6:1  |
| 9.  | 6. August 2023     | San Marino      | Sand      | Andrea Pellegrino       | 6:4, 6:1       |
| 10. | 22. September 2024 | Bad Waltersdorf | Sand      | Thiago Seyboth Wild     | 6:2, 6:1       |

#### Finalteilnahmen
| Nr. | Datum          | Turnier  | Belag | Finalgegner         | Ergebnis      |
| --- | -------------- | -------- | ----- | ------------------- | ------------- |
| 1.  | 11. April 2021 | Marbella | Sand  | Pablo Carreño Busta | 1:6, 6:2, 4:6 |

### Doppel

#### Turniersiege
| Nr. | Datum         | Turnier | Belag | Partner         | Finalgegner                      | Ergebnis          |
| --- | ------------- | ------- | ----- | --------------- | -------------------------------- | ----------------- |
| 1.  | 22. Juli 2017 | Posen   | Sand  | Guido Andreozzi | Tomasz Bednarek Gonçalo Oliveira | 6:74, 6:3, [10:4] |

#### Finalteilnahmen
| Nr. | Datum            | Turnier           | Belag | Partner           | Finalgegner                    | Ergebnis  |
| --- | ---------------- | ----------------- | ----- | ----------------- | ------------------------------ | --------- |
| 1.  | 14. März 2021    | Santiago de Chile | Sand  | Federico Delbonis | Simone Bolelli Máximo González | 6:74, 4:6 |
| 1.  | 22. Februar 2025 | Rio de Janeiro    | Sand  | Pedro Martínez    | Rafael Matos Marcelo Melo      | 2:6, 5:7  |

## Abschneiden bei Grand-Slam-Turnieren

### Einzel
| Turnier         | 2018 | 2019 | 2020 | 2021 | 2022 | 2023 | 2024 | 2025 | Karriere |
| --------------- | ---- | ---- | ---- | ---- | ---- | ---- | ---- | ---- | -------- |
| Australian Open | 1    | 1    | 2    | —    | 1    | 1    | 2    | 1    | 2        |
| French Open     | 2    | 1    | 1    | 2    | 2    | 1    | 2    | 2    | 2        |
| Wimbledon       | Q1   | 1    |      | 1    | 2    | 2    | 2    | 3    | 3        |
| US Open         | 2    | 1    | 1    | 1    | 1    | Q1   | 1    |      | 2        |

Zeichenerklärung: S = Turniersieg; F, HF, VF, AF = Einzug ins Finale / Halbfinale / Viertelfinale / Achtelfinale; 1, 2, 3 = Ausscheiden in der 1. / 2. / 3. Hauptrunde; Q1, Q2, Q3 = Ausscheiden in der 1. / 2. / 3. Qualifikationsrunde; nicht ausgetragen

### Doppel
| Turnier         | 2019 | 2020 | 2021 | 2022 | 2023 | 2024 | 2025 | Karriere |
| --------------- | ---- | ---- | ---- | ---- | ---- | ---- | ---- | -------- |
| Australian Open | —    | 2    | —    | 1    | —    | —    | AF   | AF       |
| French Open     | 1    | —    | —    | —    | 2    | 1    | 1    | 2        |
| Wimbledon       | 2    |      | AF   | —    | —    | 2    | 2    | AF       |
| US Open         | —    | —    | 1    | 2    | —    | 1    |      | 2        |